# Like the Way I Do
Like the Way I Do ist ein Rocksong von Melissa Etheridge aus ihrem Debütalbum Melissa Etheridge aus dem Jahre 1988.
Eine populäre 10:12 Minuten lange Live-Fassung des Lieds erschien zusammen mit drei weiteren Songs ihres Debütalbums (Chrome Plated Heart, Similar Features und Bring Me Some Water) als Live-EP (aufgenommen am 11. Oktober 1988 im Club The Roxy in West Hollywood).

## Über den Song
Like the Way I Do wurde Jahre vor der Aufnahme des Albums geschrieben und vorher bereits auf Konzerten von Etheridge gespielt. Das Intro des Songs entstand durch Zufall, als sie ihren Song I Want You rückwärts auf dem Kassettenrekorder abgespielt hat. Gleichzeitig beschäftigt sich der Song mit der nicht monogamen Beziehung, in der sich Etheridge befand. Im Text selbst fragt sie ihren Partner, welcher Gefühle für eine andere Frau entwickelt hat, welche Dinge die andere Frau ihm bieten würde, die sie ihm nicht bieten kann; „Tell me does she love you like the way I love you, does she stimulate you, attract and captivate you“. Außerdem wirft sie ihrem Partner vor, „sich nicht genug Mühe mit der eigenen Beziehung zu geben“, was sie durch „You found out to love me you have to climb some fences“ äußert.

## Musikvideo
Like the Way I Do war der erste Song von Etheridge, für den ein Musikvideo produziert wurde. Das Musikvideo handelt von einem Konzert, bei dem Szenen sowohl von der Bühne, als auch vom Backstage-Bereich gezeigt werden. Der Ort, an dem sie spielt, kommt einer kleinen Bar oder einem Club gleich und hat eine zunehmend dunkle Atmosphäre.